# Bez popity i bez gumy
Bez popity i bez gumy – piąty album studyjny polskiego zespołu Bracia Figo Fagot.

## Lista utworów[2]
1. Podobno nigdy tego nie robiła
2. Coś za coś
3. Bądź delikatna
4. Harnaś z puchy
5. Historia wujka Wiesia
6. Bamboleo
7. Dziewczyna z ptakiem
8. Punkt bez powrotu
9. Etyzer z kosmosu
10. Chłop jest chłop